# Werner Friedrich Hoffmeister
Werner Friedrich Hoffmeister (* 14. März 1819 in Braunschweig; † 21. Dezember 1845 in Ferozeshah, Indien) war ein deutscher Arzt und Naturforscher (Zoologe, Botaniker). Sein offizielles botanisches Autorenkürzel lautet „Hoffmeister“.
Hoffmeister lebte bis 1827 in Braunschweig, wo sein Vater Prediger an St. Petri war, und danach in Wolfenbüttel, als sein Vater dort Konsistorialrat wurde. Er interessierte sich seit seiner Jugend für Naturgeschichte (mit häufigen Besuchen im Harz) und besuchte nach vorbereitendem Studium am Collegium Carolinum in Braunschweig ab 1839 in Berlin Medizin. Sein Onkel Martin Hinrich Lichtenstein übte dort, nachdem er Vater (1832) und Mutter verloren hatte, einen großen Einfluss auf ihn aus. Er setzte sein Studium in Bonn fort und unternahm Reisen im Rheintal, in die Niederlande, Südfrankreich und die Schweiz. 1841 war er wieder in Berlin, wo er 1843 in Medizin promoviert wurde. Danach ging er nach London und Paris, jeweils mit der Absicht als Arzt in Übersee eine Tätigkeit zu finden, was sich aber zunächst zerschlug. Schließlich wurde er auf Empfehlung von Humboldt, Lichtenstein und Johann Lukas Schönlein Begleiter und Leibarzt des Prinzen Waldemar von Preußen (1817–1849) auf dessen 1844 begonnener Indienreise, über die er einen Reisebericht verfasste und auf der er Pflanzen sammelte. Beide besuchten unter anderem Ceylon, Kalkutta, Patna, Nepal und den Himalaya, Agra, Delhi. Im Sikh-Krieg schloss sich der Prinz der britischen Armee an und beide waren bei der Schlacht von Mudki dabei. Er starb durch eine Kartätschenkugel in die Schläfe, als er in Begleitung des Prinzen an der Schlacht von Ferozeshah teilnahm. Der Prinz und in seiner Begleitung Hoffmeister, der auch als Militär-Chirurg aushalf, waren an die vorderste Front vorgerückt, als sich der Generalgouverneur von Indien Lord Hardinge dorthin begab, um die vom starken Beschuss der Sikhs bedrohten Linien zu halten. Er wurde in Ferozpoor begraben mit einem Grabstein, den ihm Waldemar von Preußen errichtete.
Als Zoologe befasste er sich mit der Taxonomie von Regenwürmern, was auch Gegenstand seiner Dissertation in Berlin 1842 war (De Vermibus quibusdam ad genus Lumbricorum pertinentibus). Johann Friedrich Klotzsch und Christian August Friedrich Garcke beschrieben die von ihm in Indien und Ceylon gesammelten Pflanzen. In Indien entdeckte er unter anderem die dann von Klotzsch beschriebene Lilium nanum.

## Schriften
- Ueber die Verbreitung der Coniferen am Himalayah, aus einem Schreiben des Dr. W. Hoffmeister an Hrn. v. Humboldt, in: Botanische Zeitung, 4. Jg., 1846, S. 177 ff.
- Die bis jetzt bekannten Arten aus der Familie der Regenwürmer. Als Grundlage zu einer Monographie dieser Familie, Vieweg, Braunschweig 1848
- Travels in Ceylon and continental India; including Nepal and other parts of the Himalayas, to the borders of Thibet, with some notices of the overland route, W. P. Kennedy, Edinburgh 1848
- Briefe aus Indien. Westermann, Braunschweig 1847 (mit biographischen Angaben von A. Hoffmeister im Vorwort), Digitalisat, Bayerische Staatsbibliothek
- mit Waldemar von Preußen, J. G. Kutzner: Die Reise Seiner Königlichen Hoheit des Prinzen Waldemar von Preussen nach Indien in den Jahren 1844 bis 1846, Berlin 1857
- Friedrich Klotzsch, August Garcke: Die botanischen Ergebnisse der Reise seiner Königlichen Hoheit des Prinzen Waldemar von Preußen in den Jahren 1845 und 1846 durch Werner Hoffmeister auf Ceylon, dem Himalaya und an den Grenzen von Tibet gesammelte Pflanzen, Berlin 1862